# Jean Monet
Jean Monet (8 de agosto de 1867 – 10 de febrero de 1914) fue el hijo mayor del artista impresionista francés Claude Monet y su primera esposa Camille Doncieux Monet y hermano de Michel Monet. Fue el tema de varias pinturas de su padre y se casó con su hermanastra, Blanche Hoschedé.

## Primeros años
Jean Monet nació fruto de la relación de Camille Doncieux y Claude Monet el 8 de agosto de 1867. Durante aquel verano Claude Monet se quedaba en la casa de su padre en Sainte-Adresse, un suburbio de El Havre. Monet fue a París para el nacimiento de Jean y regresó a Sainte-Adresse el 12 del mismo mes.
El primer retrato que Monet hizo de su hijo, con cuatro meses, fue Jean Monet en su cuna. La mujer al lado del bebé es Julie Vellay , la amante y luego esposa de Camille Pissarro, no su madre. Según Mary Mathews Gedo , autora de Monet y su musa: Camile Monet en la vida del artista:
"La identificación de la cuidadora de Jean como alguien que no es su madre parece enteramente compatible con la probada insistencia futura de Monet de describir a Camille como 'no madre'. La madre y el hijo solo son mostrados en el mismo espacio físico en una obra pintada durante los años en Argenteuil por Monet, El almuerzo."
En 1868, después de haber dejado París para huir de sus acreedores y encontrar un alojamiento más asequible, los tres se trasladaron a Gloton, un pueblo pequeño y bucólico cerca de Bennecourt. Fueron echados de la posada donde se alojaban por impago. Camille y Jean fueron capaces de quedarse en casa de un lugareño, mientras Monet intentaba obtener dinero para su supervivencia. Sin dinero para un tratamiento médico, Jean enfermó gravemente. Después de un periodo dramático experimentado por Camille y Jean, Claude fue capaz de obtener fondos para albergar a su familia en El Havre.
Sus padres se casaron el 28 de junio de 1870.

Huyeron de Francia durante la Guerra franco-prusiana. Regresaron en el verano de 1872, cuando Claude pintó a su hijo de cinco años en un caballito de juguete en el jardín de la casa que alquilaba en Argenteuil, cerca de París. Claude Monet guardó el cuadro, y nunca lo exhibió, durante su vida.

Pinturas de Claude Monet
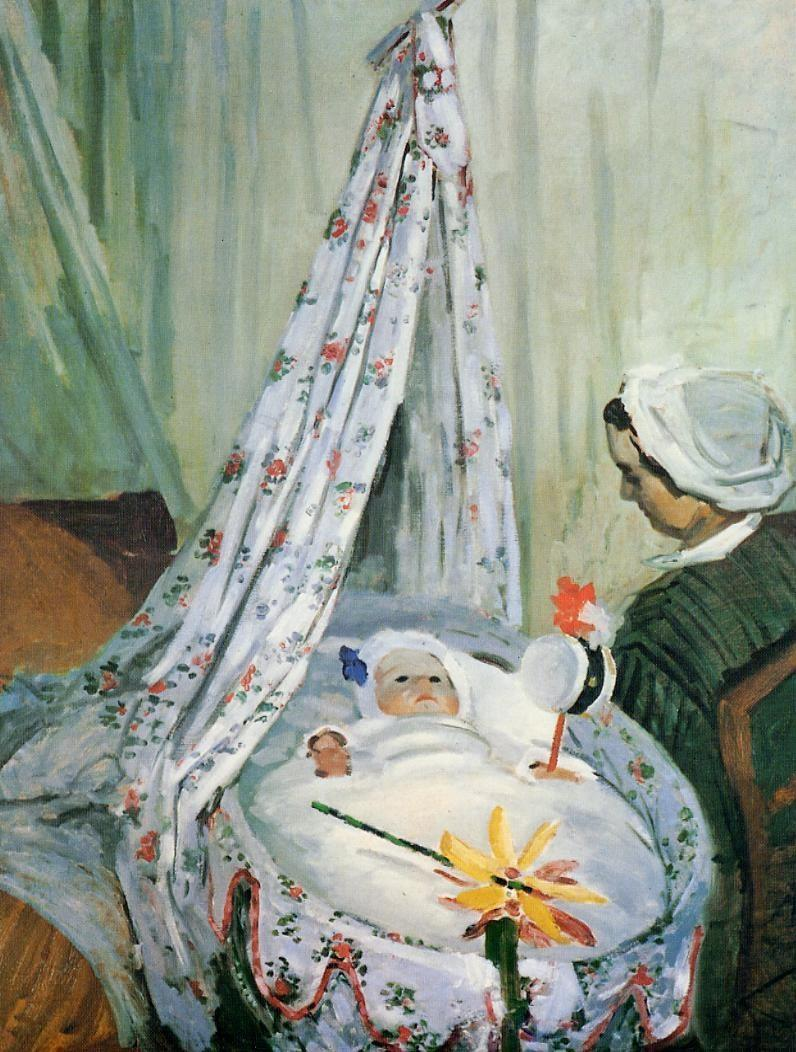
Jean Monet en su cuna, el bebé con Julie Vellay
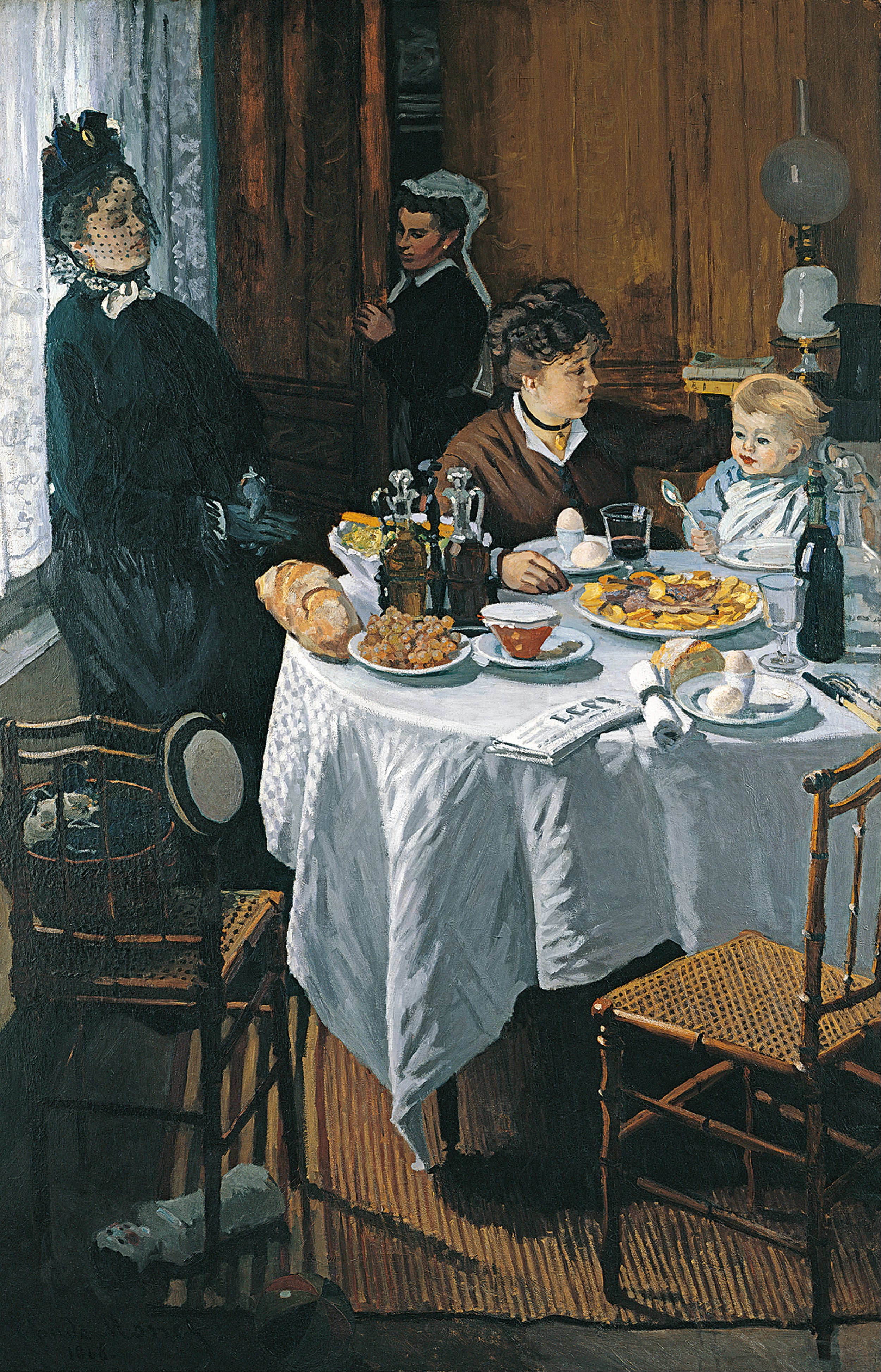
El almuerzo, Camille Doncieux y Jean Monet, con una invitada y una sirvienta
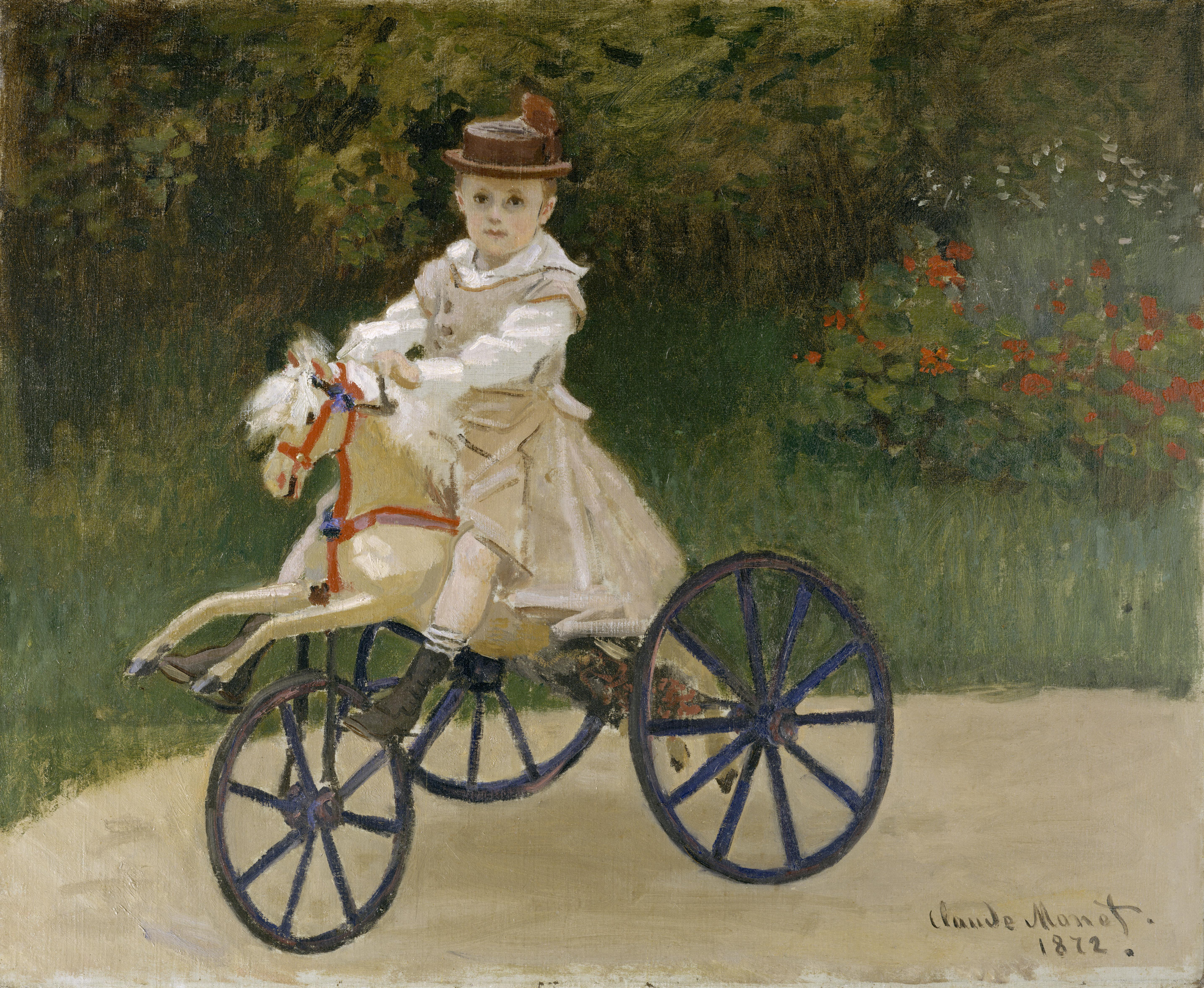
Jean Monet en su caballito de juguete, 1872, Metropolitan Museum of Art

## Educación
Se formó para ser farmacéutico en Suiza.
Monet se casó con su hermanastra Blanche Hoschedé en 1897 (al no estar emparentados, los hermanastros pueden casarse, al contrario que los medio hermanos que sí lo están). Vivieron en Ruan, donde Jean trabajó para su tío Léon Monet como farmacéutico, y en Beaumont-le-Roger hasta 1913.
La pareja pasaba en Giverny los fines de semana.

## Muerte
Jean padeció una enfermedad durante un tiempo y murió el 10 de febrero de 1914. Está enterrado en el cementerio de la iglesia de Giverny. Su esposa Blanche, padre, y hermano Michel también están enterrados en ese cementerio.

## Pinturas por su padre
Pinturas de Claude Monet de su hijo:
- Jean Monet en su cuna[2]
- Jean Monet dormido, 1867-1868[11]
- Niño con una taza: Retrato de Jean Monet, 1868[11]
- El almuerzo, 1868-1869[11]
- Retrato de Jean Monet con un sombrero con pompón, 1870[4]
- Jean Monet en su caballito, 1872[5]
- Camille y Jean Monet en el jardín en Argenteuil, 1873[12]
- Camille en el jardín con Jean y su niñera, 1873[12]
- Jean en la casa del artista, 1875
- Mujer con un parasol - Madame Monet y su hijo, 1875
- Jean Monet, 1880[12]

## Galería

### Pinturas de Claude Monet

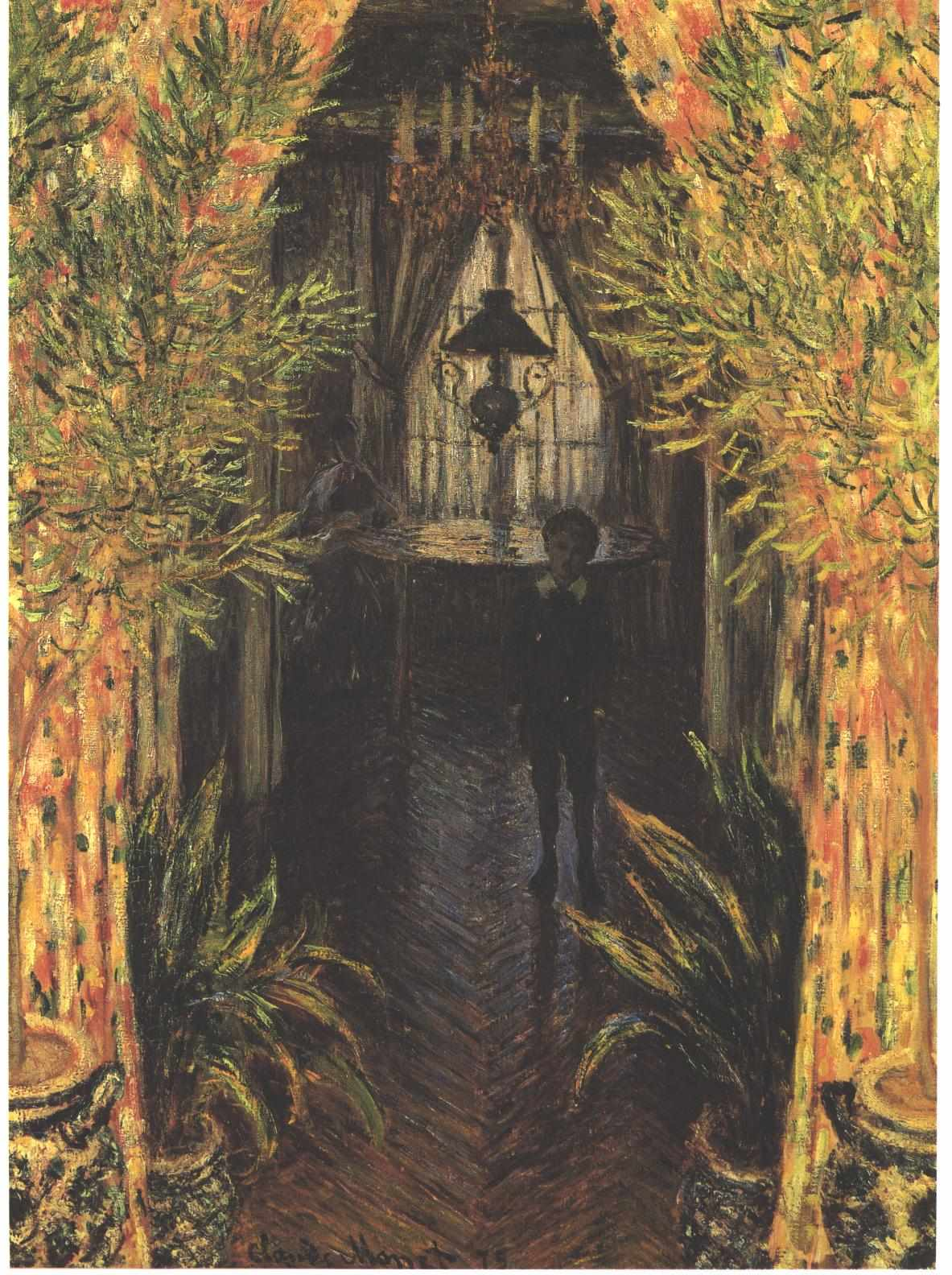
Jean en la casa del artista, 1875
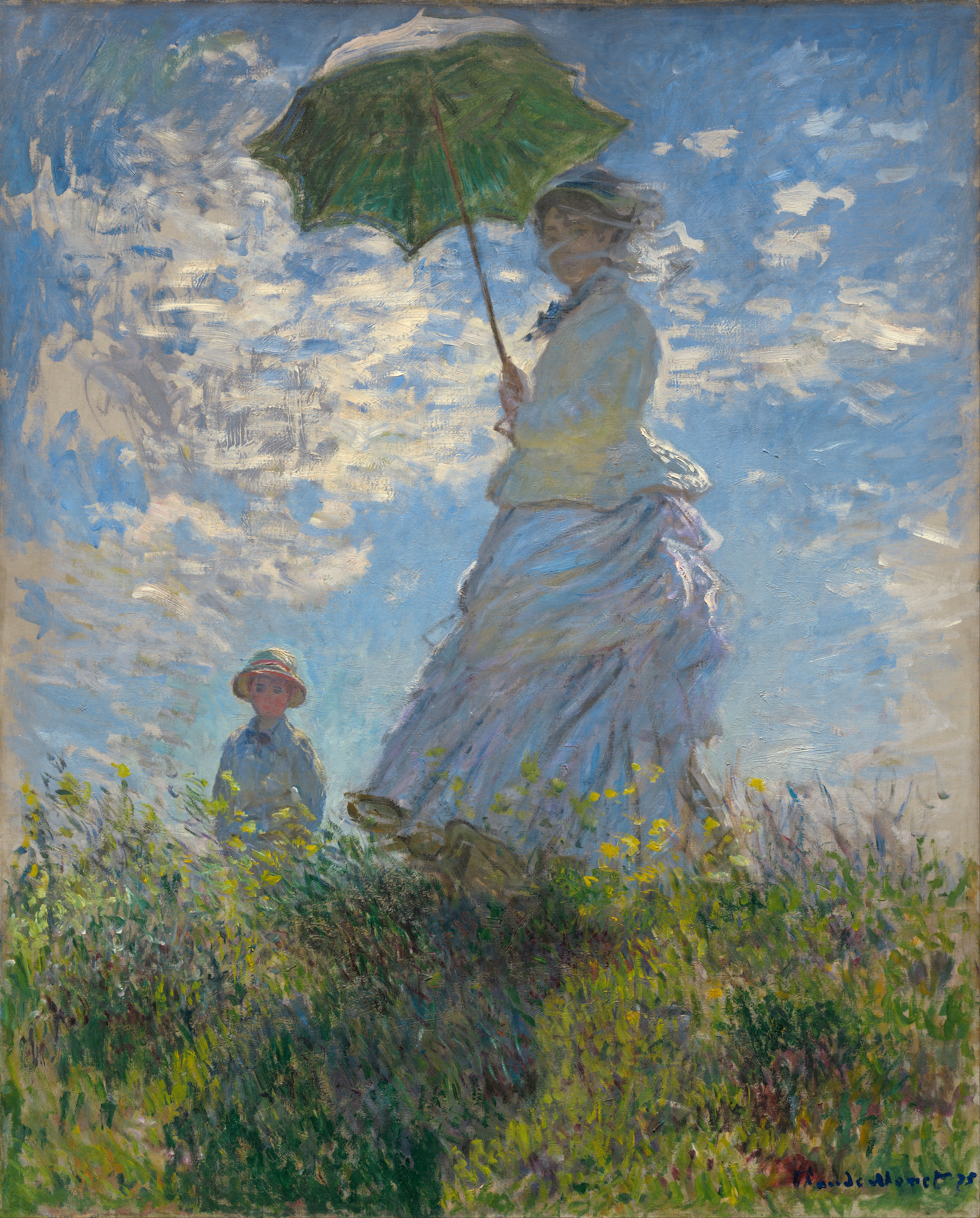
Mujer con un parasol - Madame Monet y su hijo, 1875, Galería Nacional de Arte

### Pinturas de otros artistas

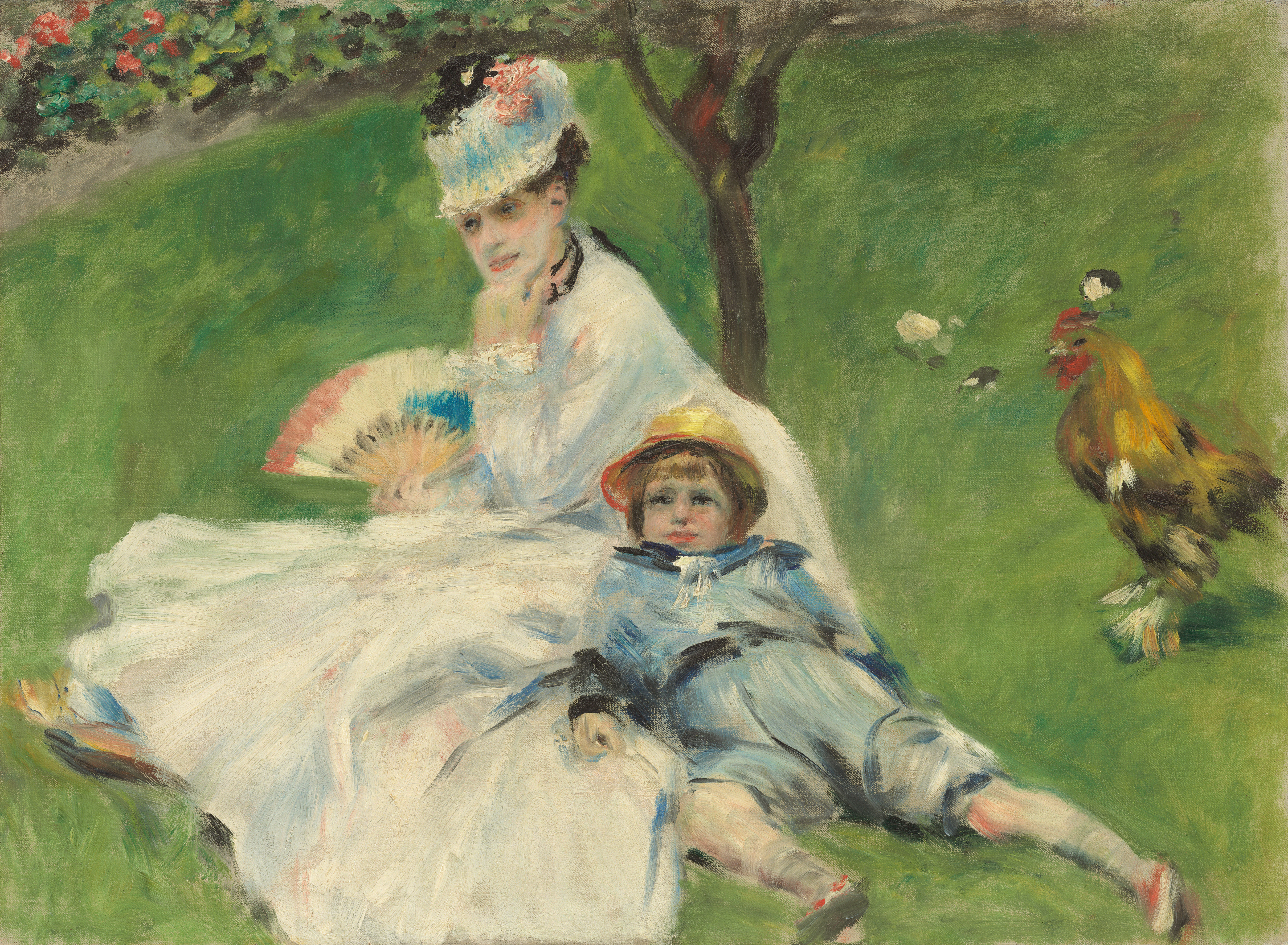
Pierre-Auguste Renoir, Madame Monet y su hijo, Galería Nacional de Arte
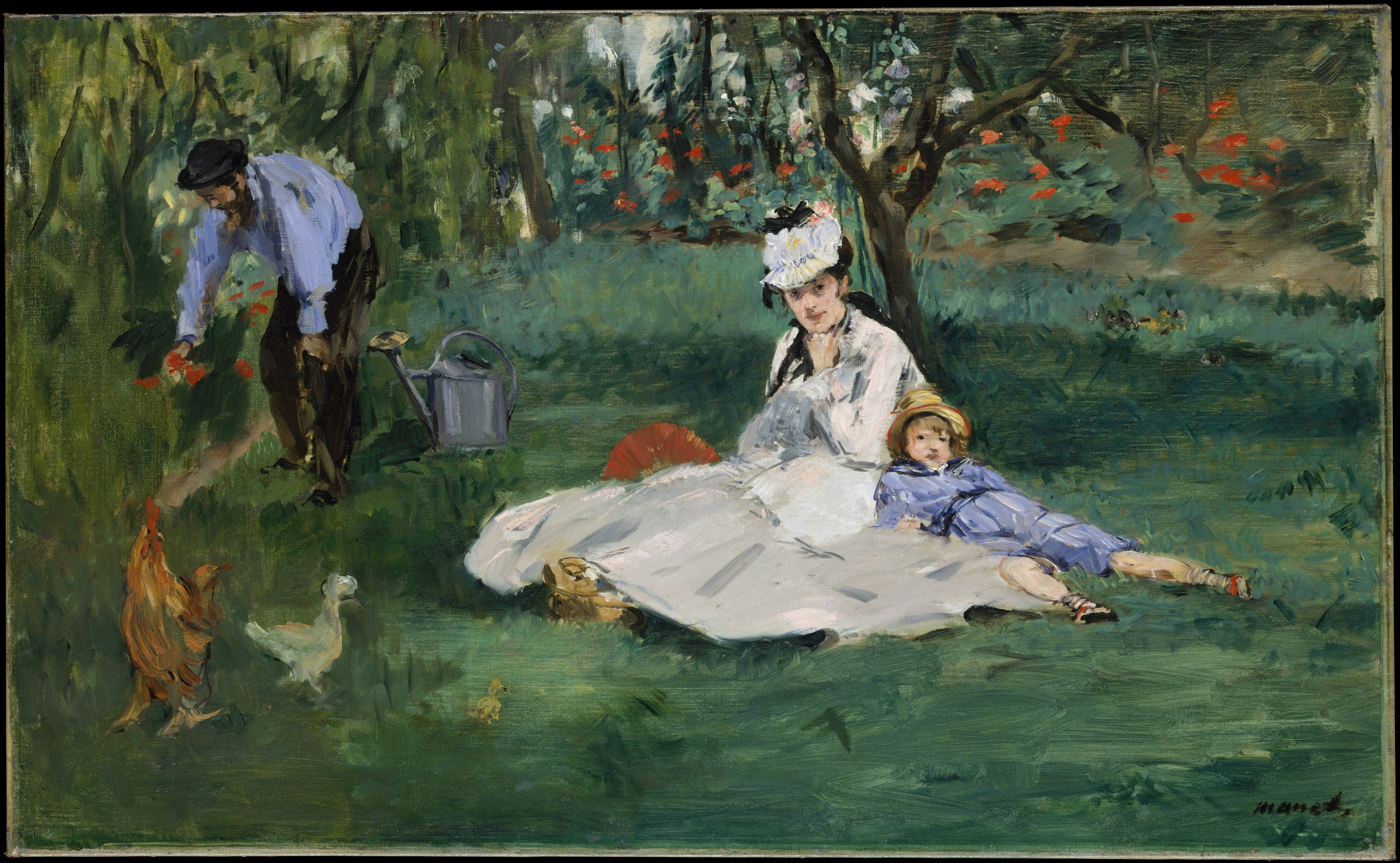
Édouard Manet, La familia Monet en su jardín en Argenteuil, Museo Metropolitano de Arte